# Leytonstone (métro de Londres)
Leytonstone est une station de la Central line, du métro de Londres, en zone 3 & 4. Elle est située à Leytonstone dans le borough londonien de Waltham Forest.

## Situation sur le réseau

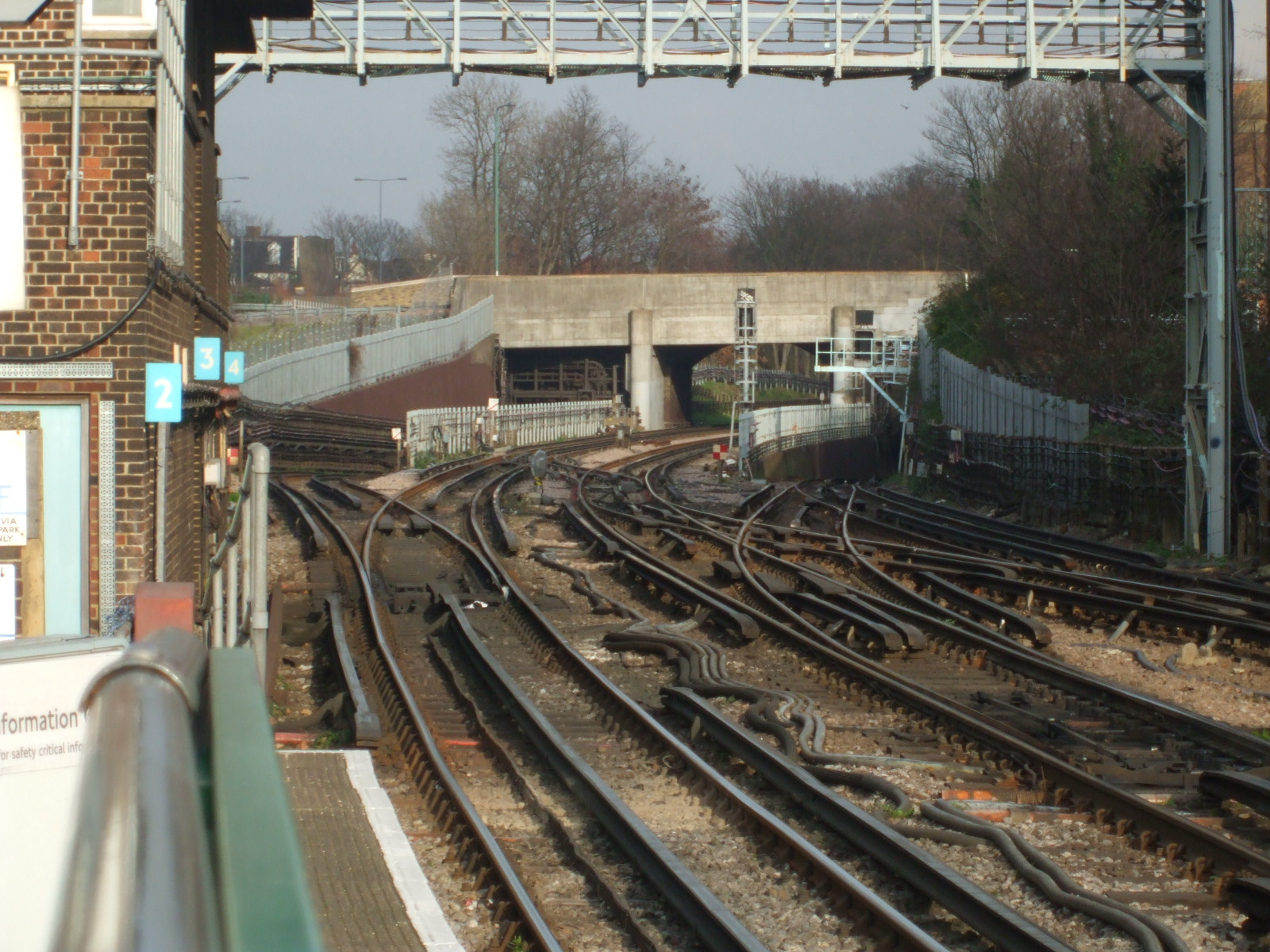
Embranchement de Leytonstone.

L'embranchement de Leytonstone avec au centre les voies vers la branche d'Epping et de chaque côté les voies souterraines vers Wanstead et la boucle de Hainault (Hainault loop).

## Histoire
La station Leytonstone est mise en service le 22 août 1856 par l'Eastern Counties Railway (en). Elle devient une station du métro de Londres le 5 mai 1947 lors d'un prolongement de la Central line.

## Services aux voyageurs

### Desserte

Installations et desserte
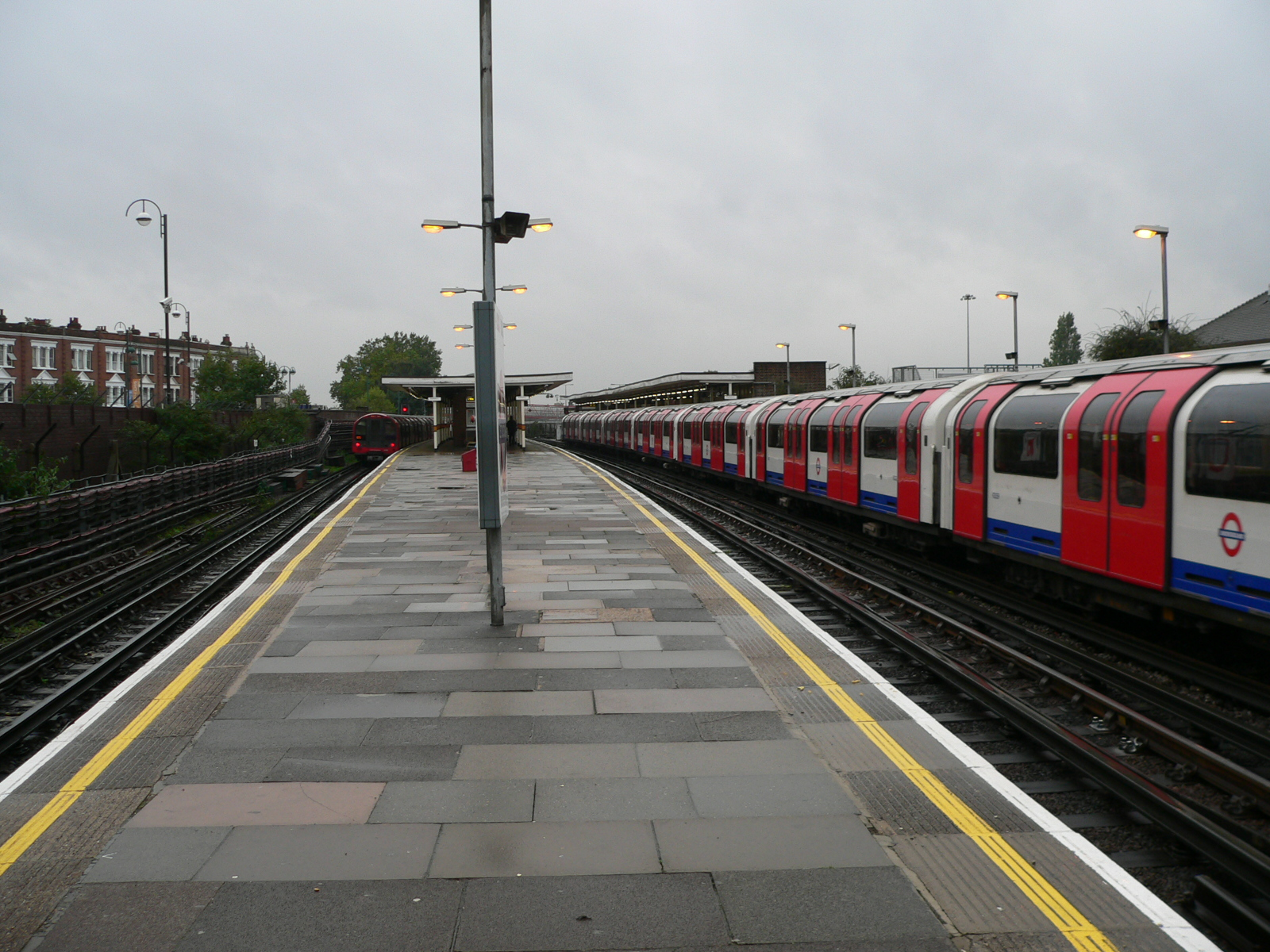
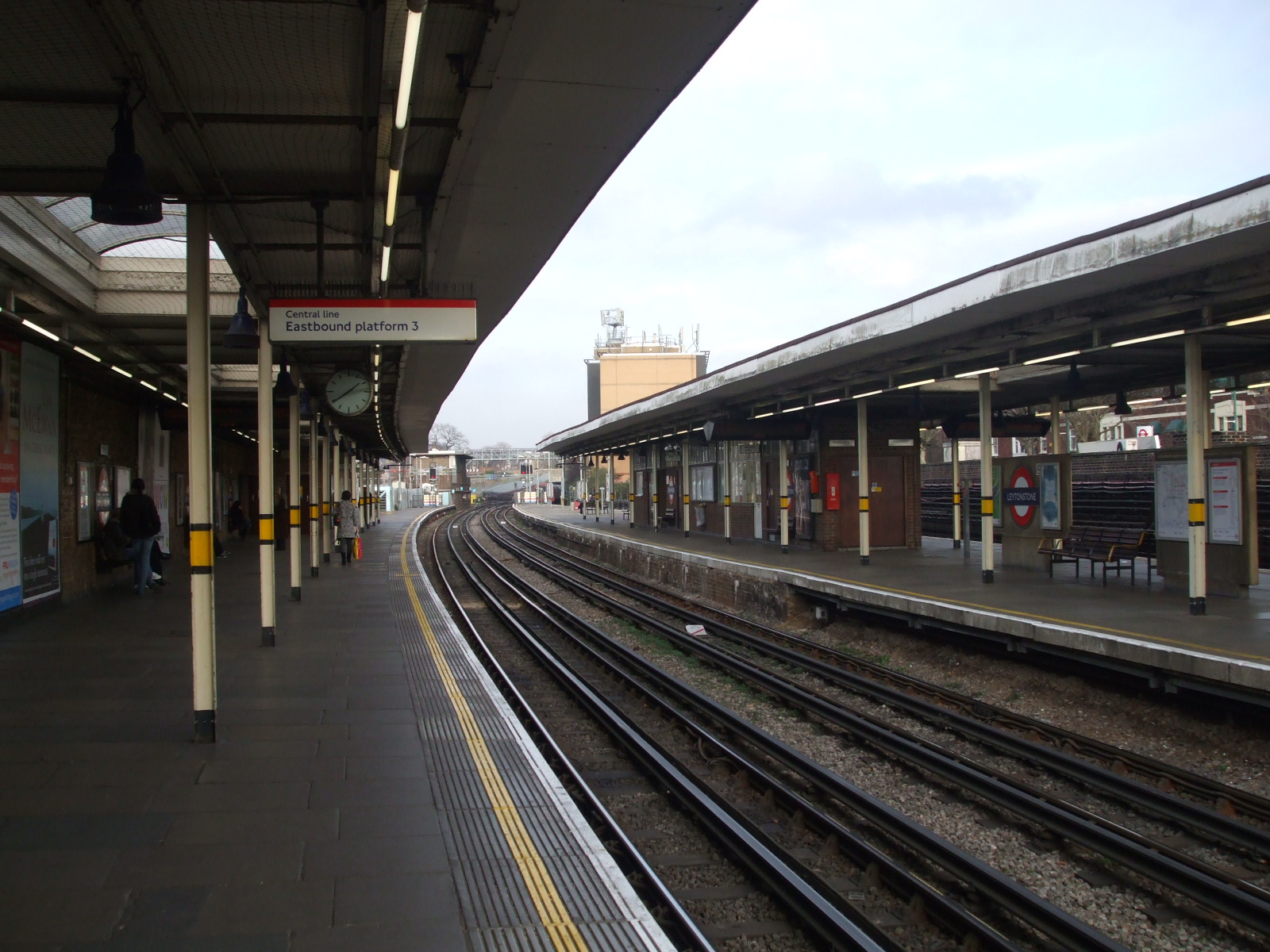
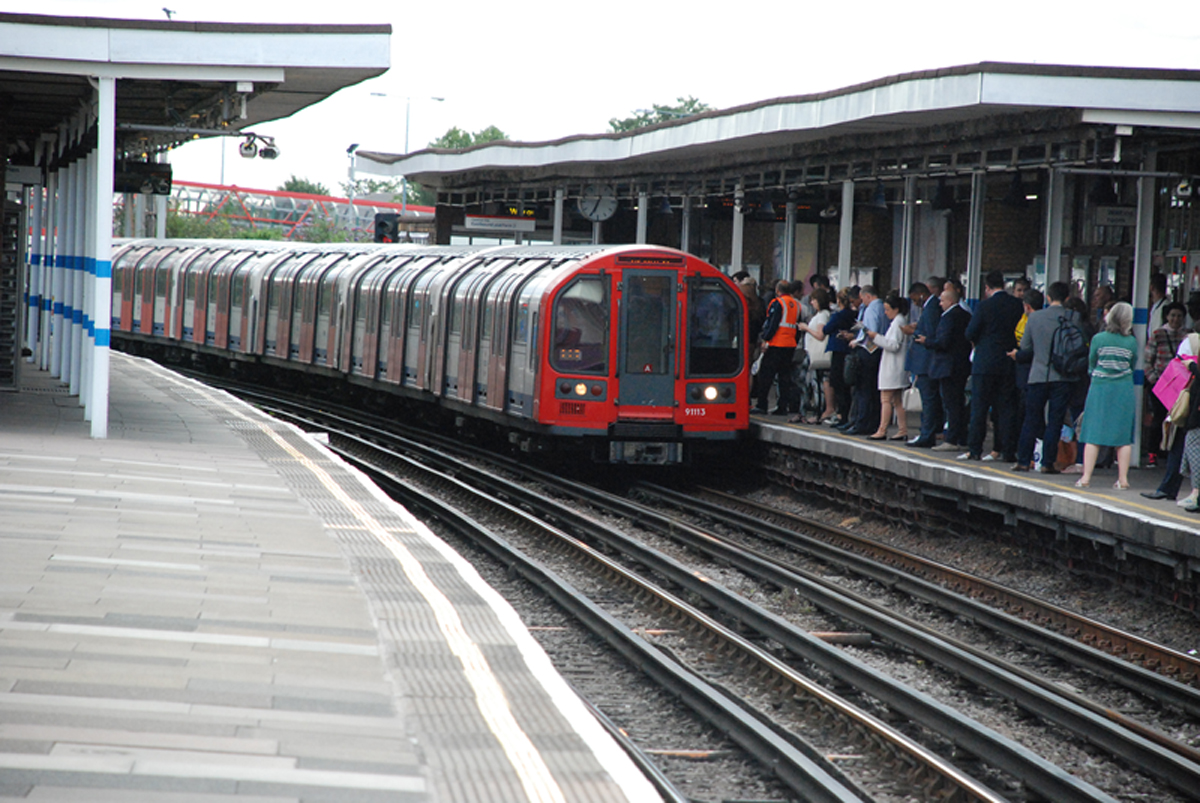

## Art
La station dispose de mosaïques faisant référence à la vie et à l'œuvre du cinéaste Alfred Hitchcock, qui est né à Leytonstone. Réalisées à partir de juin 2000, elles ont été terminées et inaugurées en mai 2001.

Hitchcok Gallery
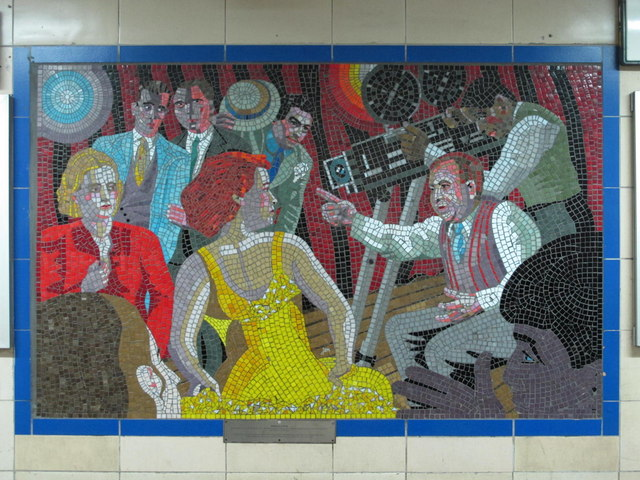
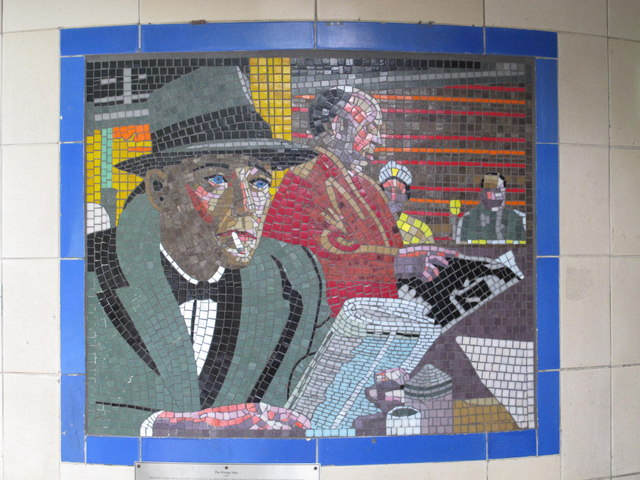
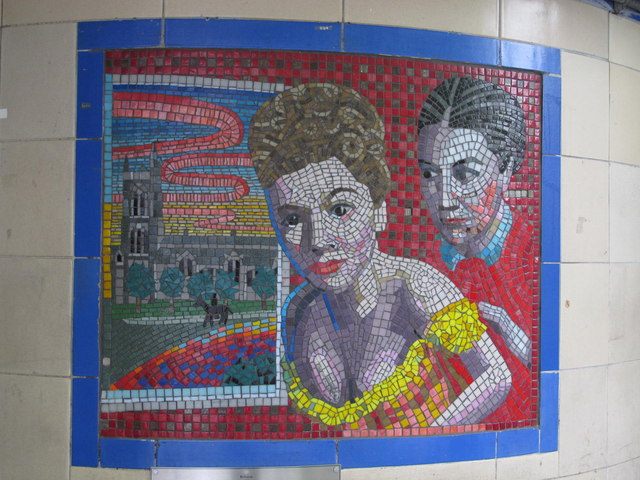
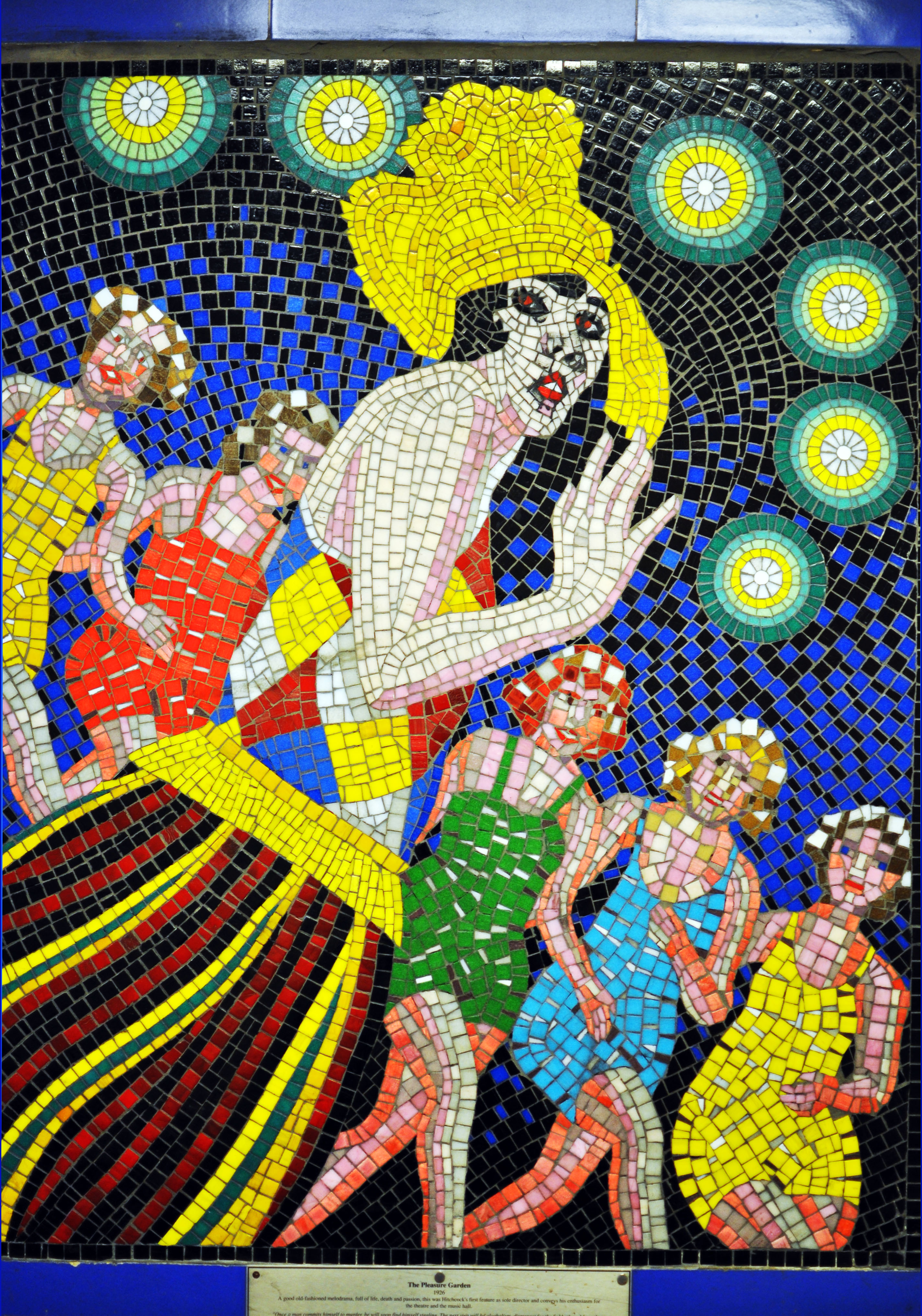
Hommage au film Le Jardin du plaisir{' (The Pleasure Garden)

## À proximité
- Leytonstone